# صفط الخمار الشرقية
قرية صفط الخمار الشرقية  هي إحدي القرى التابعة لمركز المنيا بمحافظة المنيا في جمهورية مصر العربية. حسب إحصاءات سنة 2006، بلغ إجمالي السكان في صفط الخمار الشرقية 11087 نسمة، منهم 5864 رجل و5223 امرأة.